# Akodon philipmyersi
Akodon philipmyersi és una espècie de mamífer rosegador de la família dels cricètids. És endèmic del sud de la província de Misiones (Argentina). El seu hàbitat natural són els herbassars situats a la vora de la selva en associació amb la Mata Atlàntica. Està amenaçat per l'activitat agrícola al seu medi.
L'espècie fou anomenada en honor del mastòleg estatunidenc Philip Myers.